# St. Martin (Groß-Buchholz)

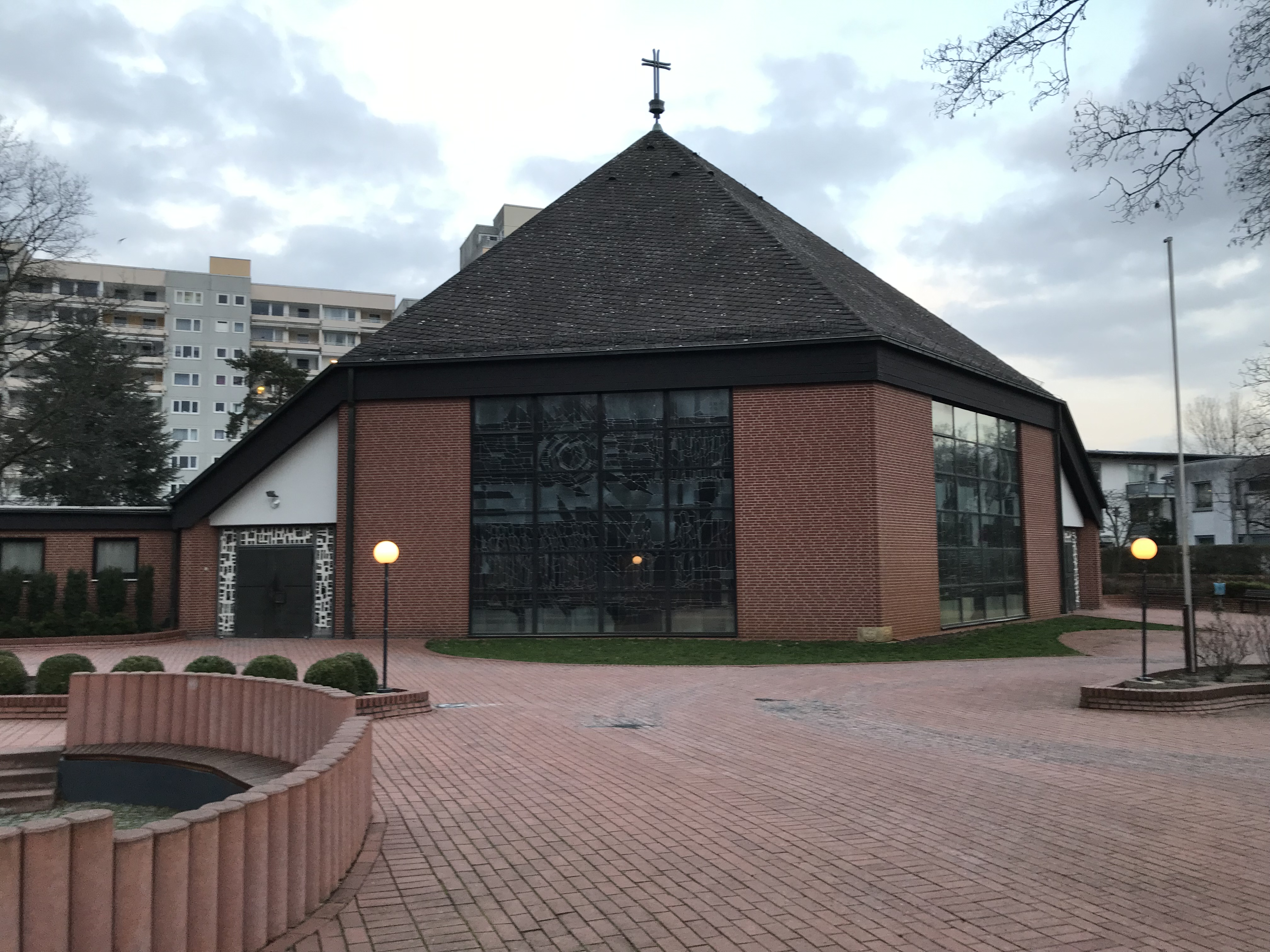
Kirche St. Martin

St. Martin ist eine römisch-katholische Kirche im hannoverschen Stadtteil Groß-Buchholz (Stadtviertel Roderbruch). Sie ist Pfarrkirche einer Pfarrgemeinde mit vier Kirchorten (neben St. Martin auch St. Anna in Misburg-Nord, St. Antonius in Kleefeld und Kolumbarium Hl. Herz Jesu in Misburg-Süd), zu der rund 12.000 Mitglieder gehören. Außerdem gehören die Kirchen des Karmels St. Josef in Groß-Buchholz sowie die Kirche der Polnischen Katholischen Mission in Hannover, Maria Frieden, zu St. Martin. Die Pfarrgemeinde gehört zum Dekanat Hannover des Bistums Hildesheim. Seit 2019 gehört sie zum Pastoralbereich Hannover-Ost.

## Geschichte
Das Wohngebiet Roderbruch gehört zu den jüngsten Stadtvierteln Hannovers. Erst 1968 wurde mit der planmäßigen Bebauung des einstigen Bruchgeländes begonnen. Es entstand eine Hochhaussiedlung mit starker Bevölkerungsfluktuation und hohem Migrantenanteil.
1979 wurde nach Plänen von Wolfgang Lorke, Diözesanoberbaurat des Bistums Hildesheim, die St.-Martins-Kirche mit Pfarrzentrum errichtet und am 22. Dezember desselben Jahres durch Weihbischof Heinrich Pachowiak geweiht. Das Patrozinium des hl. Martin erhielt sie mit Bezug auf ein bereits vorhandenes gleichnamiges Seniorenheim sowie im Blick auf die besonderen Lebensbedingungen in der „Satellitenstadt“.

## Beschreibung
St. Martin ist ein turmloser sechseckiger Zentralbau. Die Gestaltung orientiert sich in weiten Teilen an der ältesten noch erhaltenen Kirche Roms „Basilica di Santo Stefano Rotondo al Celio“, geweiht etwa im Jahre 468 n. Chr. Genauso wie dort ist die Altarinsel weit in den Kirchenraum vorgezogen und wird an vier Seiten des sechseckigen Innenraums von Bänken umgeben. Der Altar steht genau mittig im Kirchenraum, über ihm thront ein ebenfalls sechseckiger Leuchter mit 120 Leuchtkörpern. Der Tabernakel ist in eine aus Stein gehauene kreuzförmige Stele eingearbeitet, die Christus in der Haltung des Pantokrator zeigt. Motivreiche Buntglasfenster umgeben den Altarbereich und füllen die Rückwand aus. Älter als die Kirche ist die hölzerne St.-Martins-Gruppe neben dem Altar: der Kirchenpatron zu Pferde beim Mantelteilen, darunter der Bettler in Christusgestalt.
St. Martin stellt durch die symbolträchtigen und ursprünglichen Ansätze einen leichten Bruch zur typischen Architektur sakraler Bauten der 1970er Jahre dar. So ist der Raum vollverputzt und mit farblichen Akzenten versehen, darüber hinaus ist eine helle Ausleuchtung durch die sehr großen Fensterfronten und die großteilige LED-Beleuchtung möglich.
Die Orgel stammt aus der Werkstatt Emil Hammer Orgelbau. Sie verfügt über sechs Register auf einem Manual und Pedal und hat folgende Disposition:
| Manual C–g3 |               |    |
| 1.          | Gedackt       | 8′ |
| 2.          | Principal     | 4′ |
| 3.          | Rohrflöte     | 4′ |
| 4.          | Waldflöte     | 2′ |
| 5.          | Mixtur 3-fach |    |

| Pedal C–f1 |         |     |
| 6.         | Subbass | 16′ |